# تنظيم الدولة الإسلامية - ولاية خراسان
تنظيم الدولة الإسلامية - ولاية خراسان هو فرع ناشط لتنظيم الدولة الإسلامية في جنوب آسيا وآسيا الوسطى. تستخدم بعض المصادر الإعلامية بعض المصطلحات أيضًا مثل آي إس كي(آي-إس كي)، أو مصطلح آي إس-كي بّي أو داعش-خراسان للإشارة إلى التنظيم. كان تنظيم الدولة الإسلامية في ولاية خراسان ناشطًا في أفغانستان وشملت منطقة عملياته باكستان، وطاجكستان والهند حيث تبنى الهجمات، إضافة إلى سريلانكا والمالديف وبنغلاديش، حيث أعلن بعض الأشخاص ولاءهم له. يعتبر التنظيم وطالبان بعضهما البعض أعداءً. قدر عدد مقاتلي تنظيم الدولة الإسلامية في ولاية خراسان في 2021 بـ 1500 - 2200.
أنشأ المتمردون على حركة طالبان التنظيم في يناير 2015 في شرقي أفغانستان، رغم أن أعضاءه يشملون أشخاص من بلدان متنوعة مثل باكستان وبنغلاديش والهند وميانمار. قُتل زعماؤه الأوائل وهم حافظ سعيد خان وعبد الرؤوف أليزا على يد القوات الأمريكية في يوليو 2016 وفبراير 2015 على التوالي. قتل أيضًأ زعماء لاحقين لهم؛ واعتقلت دائرة الاستخبارات الأفغانية زعيم التنظيم عبد الله أوروكزاي في أبريل 2020.
نفذ التنظيم عدة هجمات كبيرة ضد المدنيين أغلبها في أفغانستان وباكستان. قتلت تفجيرات التنظيم في يوليو 2018 نحو 149 شخص في ماستونغ، باكستان. قتل تفجير للتنظيم في كابول نحو 90 شخصًا في مايو 2021. قتل التنظيم في أغسطس 2021 نحو 13 شخص من أفراد الجيش الأمريكي وعلى الأقل 169 أفغاني أثناء الإخلاء الأمريكي لكابول، والذي اعتبر أكبر عدد لقتلى الجيش الأمريكي في أفغانستان منذ عام 2011.

## خلفية
أرسل تنظيم الدولة الإسلامية في سبتمبر 2014 ممثلين عنه إلى باكستان لمقابلة محاربين محليين من ضمنهم فصائل حركة طالبان باكستان(تي تي بي)، ذلك بعد عدة أشهر من المحادثات بينهم. بدأ في الوقت نفسه توزيع المناشير والأعلام والمواد الدعائية الداعمة لتنظيم الدولة في أجزاء من باكستان، ومن ضمنها كتيب مكتوب باللغة البشتوية والدرية يدعو المسلمين جميعًا إلى مبايعة أبو بكر البغدادي. اعتُقد أن المناشير قد صممت وتوزعت عبر الحدود من أفغانستان. زار رئيس حركة طالبان السابق عبد الرؤوف خادم العراق في أكتوبر 2014. عاد لاحقًا إلى أفغانستان حيث جند أتباعًا من محافظتي هلماند وفراه. انشق 6 قادة لحركة طالبان الباكستانية في الشهر نفسه عن الحركة بشكل علني وبايعوا أبو بكر البغدادي وهم: حافظ خان سعيد، والمتحدث الرسمي شهيد الله شهيد، وقادة حركة طالبان الباكستانية في منطقتي كورام وخيبر القبليتين ومقاطعتي بيشاوار وهانغو.
ظهر هؤلاء الستة أشخاص في 10 يناير، 2015، في مقطع فيديو بايعوا فيه البغدادي مجددًا ورشحوا حافظ سعيد خان لقيادة مجموعتهم. انضم إليهم قادة محاربين متوسطي المستوى من ضمنهم ممثلين من ولايتي لوغار وكونار ومن لكي مروت الباكستانية. ادعى شهيد الله شهيد أن بعض الجهاديين الآخرين من كلا البلدين دعموا البيعة لكنهم لم يكونوا قادرين على حضور الاجتماع شخصيًا. لاحقًا، انضم إلى المجموعة التي تشكلت حديثًا أعضاء من حركة أوزبكستان الإسلامية ومسلحون آخرون من وسط آسيا.
كان تنظيم الدولة الإسلامية في ولاية خراسان مسؤولًا عن نحو 250 اشتباكًا مع القوات الأمريكية والأفغانية وقوات الأمن الباكستانية منذ عام 2017.

### الهدف
يهدف التنظيم باعتباره «ولاية» من أساس الدولة الإسلامية إلى السيطرة على آسيا الوسطى وجنوب آسيا تحت راية ولاية خراسان للخلافة المعلنة ذاتيًا. نشرت البرامج الدعائية للدولة الإسلامية خريطة تظهر منطقة خراسان تمتد من كازخستان في الشمال إلى سريلانكا والمالديف في الجنوب، ومن شرق إيران في الغرب إلى غرب الصين في الشرق.

## تاريخها
أصدر أبو محمد العدناني المتحدث الرسمي باسم تنظيم الدولة الإسلامية بيانًا صوتيًا في 26 يناير 2015 قبل فيه المبايعة وأعلن توسيع خلافة داعش بإنشاء ولاية خراسان، وهي منطقة تاريخية تضم أجزاء من أفغانستان وباكستان. عُين حافظ خان سعيد قائدًا محليًا لها أو الوالي(الحاكم). عين عبد الرؤوف نائبًا لخان وقتل في غارة أمريكية لطائرة بدون طيار في أفغانستان بعد عدة أسابيع.
بدأ تنظيم الدولة الإسلامية بتجنيد المنشقين عن حركة طالبان وعلى وجه الخصوص أولئك الذين كانوا ساخطين على قادتهم أو لم ينجحوا في ساحة المعركة. شجع ذلك قائد حركة طالبان أختار منصور على كتابة رسالة إلى أبو بكر البغدادي يطلب منه فيها وقف التجنيد في أفغانستان ويجادله بأن الحرب في أفغانستان يجب أن تكون تحت قيادة طالبان. مع ذلك، توقف القتال بين المجموعتين في ولاية ننكرهار، وتمكن تنظيم الدولة الإسلامية بحلول يونيو 2015 من الاستيلاء على إقليم أفغانستان للمرة الأولى. بدأ التنظيم بتنفيذ هجماته الأولى ضد القوات الأفغانية في الولاية، ذلك بعد طرد طالبان من مناطق معينة في ننكرهار بعد أشهر من الاشتباكات. تمتد ولاية خراسان أيضًا لتشمل ولايات أخرى من ضمنها هيلماند وفراه. بدأ تنظيم الدولة الإسلامية في عام 2015 ببث إذاعي باللغة البشتوية في ولاية ننكرهار، وأضاف لاحقًا محتوىً باللغة الدرية.
تم تعزيز التنظيم في أغسطس 2015 عندما أعلنت مجموعة مقاتلين متمركزة في أفغانستان، حركة أوزباكستان الإسلامية، مبايعتها لتنظيم الدولة الإسلامية وصرحت أنها عضو في ولاية خراسان. اندلعت الاشتباكات بين ولاية أوزباكستان الإسلامية وحركة طالبان في محافظة زابول بعد هذه المبايعة. شنت حركة طالبان هجومًا تسبب في وقوع إصابات. نجحت حركة طالبان في طرد تنظيم الدولة الإسلامية من ولاية فراه خلال الفترة ذاتها.
فقد التنظيم في عام 2016 السيطرة على غالبية أراضيه في ولاية ننكرهار. تم طرده خارج مقاطعات أتشين وشينوار بعد عملية عسكرية نفذتها قوات الأمن الأفغانية، بينما أدت الاشتباكات مع حركة طالبان إلى طرده من مقاطعات باتيكوت وشابارهار. لاحقًا لتخفيف القوات الأمريكية للقيود على الاستهداف في أفغانستان في وقت سابق من العام، بدأت قوات الطيران الأمريكية في تنفيذ عشرات الضربات الجوية ضد أهداف لتنظيم الدولة الإسلامية. أفادت حركة طالبان في أبريل 2016 أن عددًا من كبار القادة ومتوسطي المستوى منهم في ولاية خراسان في ولاية ننكرهار انشقوا عن تنظيم الدولة الإسلامية وأعلنوا الولاء لقائد حركة طالبان أختار منصور. كان من بين المنشقين أعضاء من المجلس المركزي للتنظيم، والمجلس القضائي ومجلس الأسرى إضافة إلى القادة الميدانيين والمقاتلين.
قدرت الولايات المتحدة الأمريكية في عام 2017 أن لدى تنظيم الدولة الإسلامية في خراسان أقل من 1000 مقاتل، حيث انخفض من2500 منذ عام 2015. انهار حصن له أيضًا في شرق أفغانستان نتيجة الهجمات العسكرية المشتركة من الولايات المتحدة والقوات الأفغانية وحركة طالبان. بتاريخ 25 ديسمبر 2017، في مقطع فيديو لمقاتل كشميري يبايع الدولة الإسلامية ويعلن عن إقامة ولاية للدولة الإسلامية في كشمير، دعا المقاتل أنصار غزوات الهند للتحالف مع تنظيم الدولة أو مبايعته وبدء الجهاد في كشمير ضد الحكومة الهندية لكن تلك الجماعة رفضت ذلك. شن مقاتلون هجومًا بالأسلحة والقنابل على مكتب لمنظمة أنقذوا الأطفال في جلال أباد بتاريخ 24 يناير 2018، مما أسفر عن مقتل 6 أشخاص وجرح 27 آخرين. أعلن تنظيم الدولة الإسلامية في خراسان مسؤوليته عن الهجوم قائلًا بأنه كان يستهدف المؤسسات الغربية. أوقفت منظمة أنقذوا الأطفال عملياتها في أفغانستان في أعقاب ذلك الهجوم.
أعلنت داعش بتاريخ 15 مايو 2019 عن فروع جديدة لها في «ولاية باكستان» و«ولاية الهند» بعد ادعائها شن هجمات في بالوشيستان وكشمير على التوالي. يشير ذلك إلى أنه في الحين الذي ما تزال فيه ولاية خراسان موجودة، إلا أن المنطقة الجغرافية التي حددتها لنفسها تتقلص.
حدث بتاريخ 17 أغسطس 2019 تفجير انتحاري أثناء حفل زفاف في قاعة أفراح في كابول. قتل على الأقل ما يقارب 92 شخصًا في ذلك الهجوم وجرح 140 آخرين. أعلن تنظيم الدولة الإسلامية في خراسان مسؤوليته عن التفجير، مشيرًا إلى أن الهجوم كان يستهدف الشيعة.